# Вождение в состоянии алкогольного опьянения

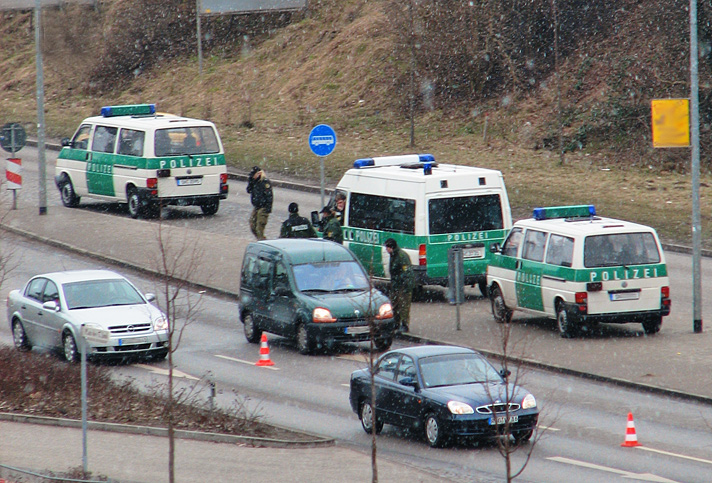
Тестирование на алкоголь в Германии

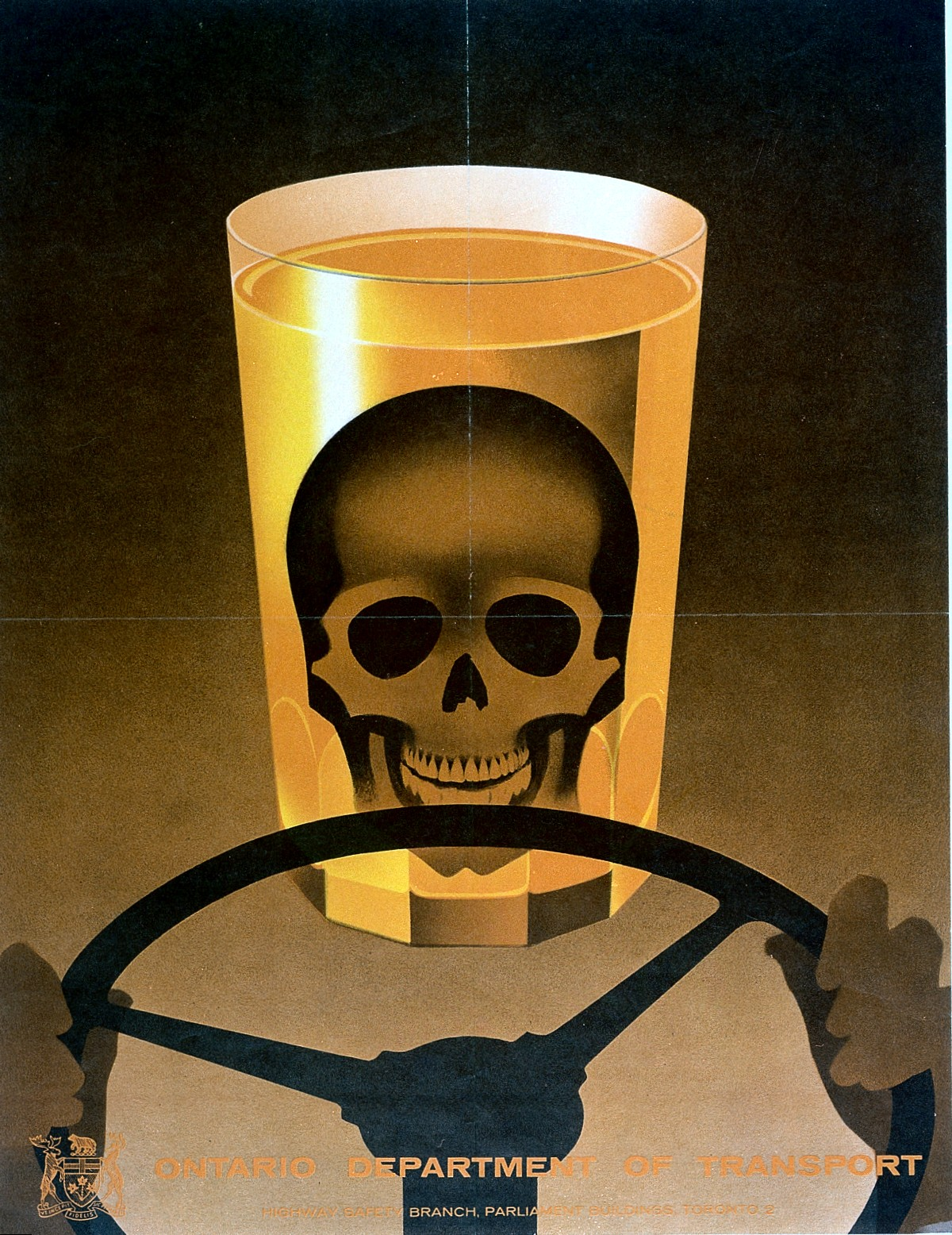

Вождение в состоянии алкогольного опьянения (вождение в пьяном виде, вождение в нетрезвом виде, пьяное вождение, пьянство за рулём) — управление транспортным средством с наличием уровня алкоголя в крови, превышающего допустимые нормы по законодательству государства.
Является серьёзным правонарушением в большинстве стран мира. Наказание отличается от страны к стране, в некоторых странах оно может также зависеть от степени превышения нормы алкоголя в крови, стажа или возраста водителя и даже типа транспортного средства, которым тот управляет (например, пьяный водитель автобуса будет наказан значительно строже, чем пьяный водитель простого легкового автомобиля). Также наказание значительно более строгое, если в результате вождения в нетрезвом виде есть пострадавшие. Наказание может состоять из штрафа в сочетании с тюремным заключением (как, например, во Франции).
Во многих странах управление лодкой, самолётом, езда на лошади и велосипеде также запрещены в состоянии алкогольного опьянения.
Первый водитель в мире, который был оштрафован за пьяное вождение, — лондонский таксист Джордж Смит 10 сентября 1897 года. Его оштрафовали на 25 шиллингов, что составляет 71 фунт и 33 пенса в ценах 2005 года.

## Вред
Алкоголь является основной причиной тяжёлых дорожных аварий. По статистике, за 2008—2010 гг. в России доля нетрезвых водителей составляет от 4 до 14 % в год, при этом доля погибших в авариях с участием пьяного водителя составляет от 8,5 до 15 %. По данным NHTSA (США), в 2018 году 21 % мужчин и 14 % женщин, попавших в смертельную аварию, были пьяны на 0,8 ‰ и выше, и пьяные в США дают около трети дорожных смертей.
Многие страны стремятся снизить количество аварий, ужесточая наказания и поощряя водителей отказаться от алкоголя перед поездкой. В США получила распространение роль «трезвый водитель» — один по жребию не пьёт и подвозит остальных.

## Измерение уровня алкоголя в крови

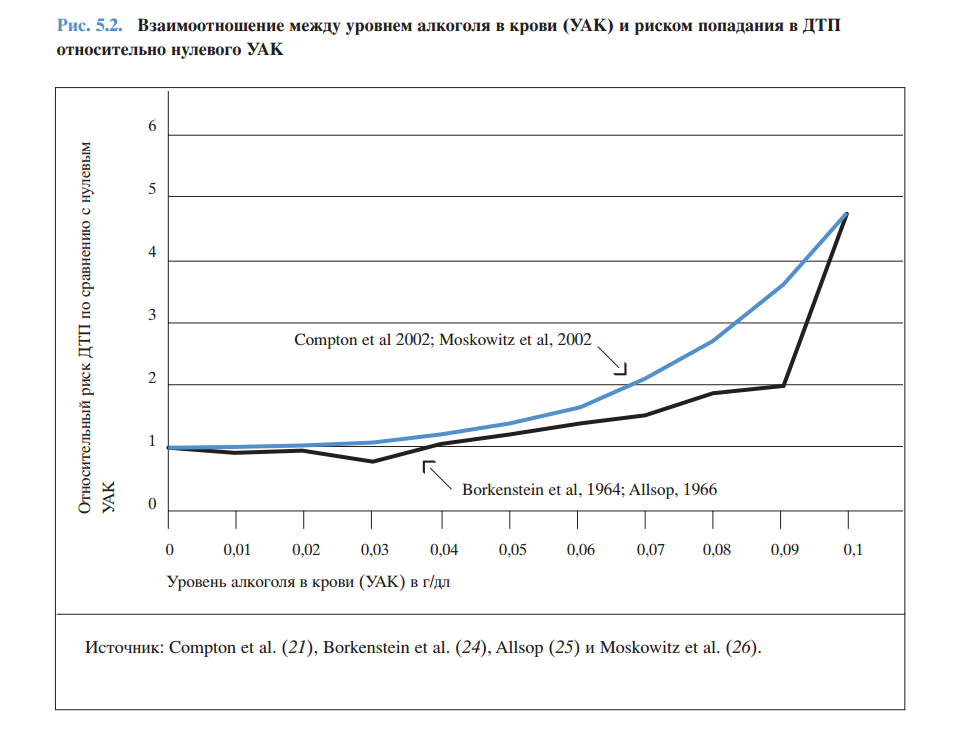
Отношение вероятности ДТП и уровня алкоголя в крови (грамм на 100 мл крови).

Пьяное вождение запрещено

Современные тесты измеряют количество алкоголя в крови на определённый объём крови. В Европе он обычно измеряется в мг алкоголя на 100 мл крови.

## По странам
Венская Международная конвенция о дорожном движении 1968 года требует, чтобы в законодательстве каждой страны-участницы была чётко указана предельно допустимая концентрация алкоголя в крови водителя, но не более 0,8 промилле.

### В СССР и России
В СССР запрещалось управлять автотранспортом в состоянии алкогольного опьянения, причём концентрация алкоголя в крови не была единственным решающим фактором. Заключение о состоянии алкогольного опьянения врач-нарколог составлял на основании нескольких факторов: признаки опьянения и факт содержания алкоголя в крови (выдыхаемом воздухе). Пьян водитель или нет, в каждом конкретном случае определял медэксперт, исходя из состояния водителя. При отсутствии признаков опьянения человек признавался трезвым, даже несмотря на ненулевое содержание алкоголя.
В 1967 году соответствии с Методическими указаниями Минздрава и с критериями, предложенными В. И. Прозоровским, И. С. Карандаевым и А. Ф. Рубцовым, для практической экспертной работы рекомендована следующая ориентировочная схема для определения степени выраженности алкогольной интоксикации:
- отсутствие влияния алкоголя — до 0,5 промилле
- лёгкая степень опьянения — 0,5—1,5 промилле
- средняя степень опьянения — 1,5—2,0 промилле
- сильная степень опьянения — 2,0—3,0 промилле
- тяжёлое отравление — 3,0—5,0 промилле (при концентрации алкоголя в крови свыше 3 промилле может наступить смерть)
- смертельное отравление — более 5,0 промилле

Фактически в большинстве случаев ответственность за вождение в состоянии алкогольного опьянения наступала при концентрации алкоголя в крови выше 0,5—0,8 промилле, в зависимости от особенностей организма каждого конкретного водителя. Впрочем, в некоторых случаях эксперты-наркологи находили признаки опьянения и при гораздо меньших концентрациях.
В России до 1 июля 2008 года придерживались сложившейся советской системы. С 1 июля 2008 года была установлена максимально допустимая концентрация этилового спирта в крови водителя в 0,3 промилле, что фактически являлось снижением максимально допустимой концентрации алкоголя в крови как минимум в 0,2 промилле. В августе 2010 года максимально допустимая концентрация опять была снижена вплоть до полного запрещения наличия этилового спирта в крови водителя. По состоянию на 2012 год максимально допустимая концентрация алкоголя в крови составляет 0 промилле; Конституционный суд признал этот запрет правомерным в 2011 году. Вопрос об обратном поднятии планки до 0,35 промилле положительно решён, закон вступил в силу с 1 сентября 2013 года.

### В США
В США было произведено 1 467 300 задержаний в 1996 году за управление автомобилем под влиянием алкоголя.
В 1997 году 513 200 водителей в США попали в тюремные камеры.
Каждый штат определяет свою предельно допустимую норму для водителей старше 21 года, моложе 21 года и водителей коммерческих перевозок. Для водителей старше 21 года во всех штатах установлена норма в 0,8 промилле. Некоторые штаты запрещают водителям моложе 21 года и водителям коммерческих перевозок наличие алкоголя вообще, а некоторые допускают норму, обычно существенно ниже, чем для водителей старше 21 года. Проверка проводится алкотестером, анализом крови или мочи. Офицер может задержать водителя, даже если содержание алкоголя не превышает норму, но водитель имеет явные признаки опьянения или не может адекватно управлять автомобилем.
Наказание отличается от штата к штату, но во всех штатах первое или второе задержание считаются относительно лёгким правонарушением (misdemeanor) и обычно наказываются штрафом или тюремным заключением на срок до 10 суток. Третье и последующие уже считаются серьёзными нарушениями закона (felony) и могут повлечь за собой тюремное заключение на несколько месяцев или даже лет, нередко с конфискацией автомобиля и последующего запрета на регистрацию, а также длительное лишение прав. Список наказаний достаточно разнообразен, это может быть (в разных сочетаниях): штраф, обязательное прохождение курсов, лишение прав, запрет на вождение с любым содержанием алкоголя (как на срок, так и пожизненно), обязательная установка алкозамка, тюремное заключение (может быть заменено на домашний арест или общественные работы). Наказание заметно увеличивается, если в машине есть несовершеннолетние дети, концентрация алкоголя значительно превышает норму или есть пострадавшие.
Например, пьяным в штате Нью-Йорк считается водитель, в крови которого обнаружено:
- 0,8 промилле и выше;
- 0,2 промилле и выше для водителей моложе 21 года;
- 0,4 промилле для водителей коммерческого транспорта.

Если водитель отказывается от теста на содержание алкоголя, то автоматически лишается права вождения на 1 год и штраф на первый раз $500, а на второй раз — $750.
Первый арест в пьяном виде: штраф от $500 до $1000 и/или до 1 года тюрьмы, водительское удостоверение могут забрать на срок от 6 месяцев.
Второй арест в пьяном виде в течение 10 лет с момента первого: штраф от $1000 до $5000 и минимум 10 дней тюрьмы плюс 60 дней общественных работ. По решению судьи тюремный срок может быть продлён на любой период вплоть до 7 лет. Лишают прав на срок от 1 года, а после восстановления прав в машину за счёт водителя устанавливается алкозамок.
За третий арест в пьяном виде: штраф от $2000 до $10000, минимум 10 дней в тюрьме, по решению суда — до 7 лет. Прав лишают на срок от 1 года. Устанавливается алкозамок.
Если в машине с пьяным водителем находился ребёнок до 15 лет, то водитель может получить тюремный срок до 4 лет и штраф $5000. Такой водитель ставится на учёт в ювенальной полиции.

### В Германии
В Германии максимально допустимая ненаказуемая концентрация алкоголя в крови водителя составляет 0,29 промилле.
0,3—0,49 промилле сами по себе не являются основанием для наказания. Если водитель демонстрирует «неадекватный» стиль вождения или совершил ДТП, зафиксированное на видеокамеру — 6 месяцев лишения прав, 7 пунктов штрафных баллов в единой базе данных во Фленсбурге.
0,5—1,09 промилле — 1 месяц лишения прав, 500 евро штраф, 4 балла в базе.
1,1 и выше — первый раз лишение прав на 6 месяцев, штраф в тысячи или десятки тысяч евро. Повторно — уголовное наказание.
Для водителей, чей стаж насчитывает меньше 2 лет или чей возраст не превышает 21 года, допустимый уровень алкоголя в крови 0,00 промилле. Штраф 250 евро.
Пока водитель лишён прав, он обязан ежемесячно сдавать кровь на анализ. Когда срок лишения заканчивается, водитель получает свои права обратно, только пройдя специальное медико-психологическое обследование, «тест на идиотизм» (нем. Idiotentest).